# Іштван Баторі (королівський суддя)
Іштван Баторі (угор. Báthory István, д/н — 1493) — державний і військовий діяч Угорського королівства. Стосовно нумерації існують розбіжності. Мав номер «IV» за загальним списком представників Баторі. Втім низка дослідників рахують його як «Іштвана III». Інші відлік ведуть від очільника гілки Баторі-Ечед, відповідно був «Іштваном I».

## Життєпис
Походив зі впливового угорського клану Баторі, роду Баторі-Ечед. Син Яноша Баторі, жупана комітата Сабольч, та Каталіни Шантой Петефі. Дата народження невідомо, але перша письмова згадка відноситься до 1393 року. На думку деяких дослідників на той час йому було близько 14 років. Потім згадується у 1404 році, 1405 році був одним з підписантів королівської грамоти.
Піднесення кар'єри відбувається за часів правління Сигізмунда Люксембурга. 1410 року стає членом впливового лицарського Ордену Дракона. 
Після цього до 1417 року виконував дипломатичне завдання Люксембурга, що був також імператор Священної Римської імперії, для збору коштів з метою організації нових хрестових походів проти гуситів Богемії. З цим завданням відвідав Англію (1416 рік), Францію (1415, 1416 роки), німецькі держави, Північну Італію (1413 рік). У 1414 році був присутній на коронації Сигізмунда в Аахені (як короля Німеччини). Наближеність Іштвана до Сигізмунда Люксембурга сприяла піднесенню роду Баторі-Ечед. 1415 року брав участь в Констанцькому соборі. 
У 1416 році за дорученням Люксембурга втрутився у справи графства Голландія-Зеландія-Енно, де владу бажала перебрати Якоба Віттельсбах. Того ж року брав участь в формуванні статей Кентерберійського договору між імператором Сигізмундом Люксембургом і англійським королем Генріхом V Ланкастером, спрямованим проти Франції. Потім вів перемовини з баварським герцогом Вільгельмом III щодо дій проти гуситів. У 1417 року знову долучився до учасників Констанцького собору, де перебував до 1418 року.
1419 року призначено старшим управителем королівського домогосподарства (dapiferorum regalium magistri). Перебував на посаді до 1431 року. 1433 році розділив родинні маєтності з братами Тамашом і Берталаном (інші на той час померли). У 1435 році Іштвана було призначено королівським суддею. Альбрехт Габсбург, що 1437 року змінив Сигізмунда на троні Угорщини, надав Іштвану Баторі замок Буяк. У 1438 році загинув після того як при штурмігуситської фортеці Табор загинув брат Берталан, володіння останнього розділив з братом Тамашом.
1440 року підтримав Владислава Ягеллончика як претендента на трон Угорщини. 1442 року став головою державних зборів (парламенту). 1444 року у битві під Варною був королівським прапороносцем. Іштван Баторі загинув у цій битві.

## Родина
Від трьох дружин мав 10 дітей:
- Янош (д/н—1435)
- Андраш (д/н—1495), королівський конюший
- Іштван (1430—1493), трансильванський воєвода
- Петер (бл. 1446—1452)
- Пал (бл. 1446—1496)
- Ласло (пом. 1477), ішпан Шатмару і Шаранду
- Міклош (бл. 1435—1506), єпископ Ваца
- Маргит (бл. 1420—1498), дружина: 1) Міхая Сіладі; 2) Пала Банфі
- Ержбета, дружина Яноша Телегді
- Каталіна, дружина Дйордя Маршаля